# Charkiv
Charkiv (Oekraïens: Харків, [ˈxɑrkiu̯], Charkiv (uitspraakⓘ)) of Charkov (Russisch: Харьков, [ˈxarʲkəf], Charkov (uitspraakⓘ)) is de op een na grootste stad van Oekraïne en is de hoofdstad van de gelijknamige oblast. De stad bevindt zich in het noordoosten van het land en heeft circa 1,4 miljoen inwoners (2021). De stad is een van de belangrijkste culturele, industriële en universitaire centra van het land.

## Geschiedenis
Charkiv werd in 1654 gesticht door kozakken, die onder leiding van Bogdan Chmielnicki in opstand waren gekomen tegen het Poolse bewind. Ze plaatsten zich onder bescherming van tsarina Catharina de Grote, en in 1667 werd het oostelijk deel met Charkiv als hoofdstad overgedragen aan Rusland.
In 1805 kreeg de stad een universiteit. Van 1917 tot 1934 was het de hoofdstad van de Oekraïense SSR, totdat Kyiv deze functie overnam. Tijdens de Tweede Wereldoorlog werden vier veldslagen in de regio uitgevochten, waaronder de Eerste Slag om Charkov, de Tweede Slag om Charkov en de Derde Slag om Charkov.
Tijdens de Russische invasie van Oekraïne in 2022 werd de Slag om Charkov geleverd. Russische eenheden wisten delen van de stad te veroveren en een groot deel van het culturele centrum en omringende woonwijken werden getroffen door Russische raketaanvallen.
In mei 2022 begonnen Oekraïense troepen een tegenoffensief om Russische troepen uit de stad en naar de internationale grens te verdrijven. Op 12 mei meldde het ministerie van Defensie van het Verenigd Koninkrijk dat Rusland eenheden uit het Charkiv-gebied had teruggetrokken. Russische artillerie en raketten blijven binnen het bereik van de stad; Charkiv blijft lijden onder beschietingen en raketaanvallen.

## Geografie
Charkiv ligt in het noordoosten van Oekraïne in de historische Sloboda Oekraïne regio waarvan het de belangrijkste stad is. Charkiv ligt aan de rivieren Charkov, Lopan en Udy die bij de stad in de Severski Donets uitmonden.

### Klimaat
Er heerst een vochtig continentaal klimaat (volgens de klimaatclassificatie van Köppen) met koude, sneeuwrijke winters en hete zomers. De gemiddelde temperatuur in januari is -4,6 °C en in juli +21,3 °C. Er valt gemiddeld 513 millimeter neerslag per jaar waarvan het meeste in juni en juli.

### Inwoners
Volgens de Sovjet-volkstelling van 1989 had de stad 1.593.970 inwoners. In 1991 was de bevolking gedaald tot 1.510.200 mensen, inclusief de 1.494.200 permanente inwoners. Charkiv is de op een na grootste stad van Oekraïne na Kyiv, de hoofdstad. Bij die volkstelling bleek dat de inwoners de volgende etnische achtergrond hadden: 50,38% Oekraïens, 43,63% Russisch, 3% Joods, 0,75% Wit-Russisch en alle anderen opgeteld (meer dan 25 minderheden) 2,24%. 28,9% had als moedertaal Oekraïens in 1989, 70,0% Russisch.
In 2001 had 62,8% een Oekraïense achtergrond en 33,2% een Russische achtergrond. Het aandeel met Oekraïense moedertaal steeg naar 31,8% en het Russische aandeel nam af naar 65,9%. Men kan zich etnisch Oekraïens voelen en Russischtalig zijn en/of volgeling zijn van het patriarchaat van Moskou.
De oblast Charkiv is in meerderheid Oekraïenstalig. Bij de volkstelling van 2001 gaf 53,8% van de bevolking van de regio Charkiv aan het Oekraïens als moedertaal te hebben, 3,3 procentpunt meer dan in 1989. Het Russisch wordt als moedertaal door 44,3% van de bevolking gesproken, een afname van 3,8 procentpunt sinds 1989.

## Bestuurlijke indeling

Administratieve indeling Charkiv

Charkiv is de hoofdstad van de oblast Charkiv en ook van het daarbinnen gelegen district Charkiv. De gemeente is onderverdeeld in negen rajons:
1. Cholodna Hora rajon (Холодногірський район)
2. Sjevtsjenko rajon (Шевченківський район)
3. Kyiv rajon (Київський район)
4. Moskou rajon (Московський район)
5. Nemysjlja rajon (Немишлянський район)
6. Industrie rajon (Індустріальний район)
7. Sloboda rajon (Слобідський район)
8. Osnova rajon (Основ'янський район)
9. Nova Bavaria rajon (Новобаварський район)

## Infrastructuur
Sinds 1975 beschikt de stad over een metro. De Luchthaven Charkiv ligt in het zuidoosten van de stad en is van 2008 tot 2011 gerenoveerd en uitgebreid. hoofdwegen M03, M18 en M20 verbinden de stad met de rest van het land.

## Recreatie

### Bezienswaardigheden

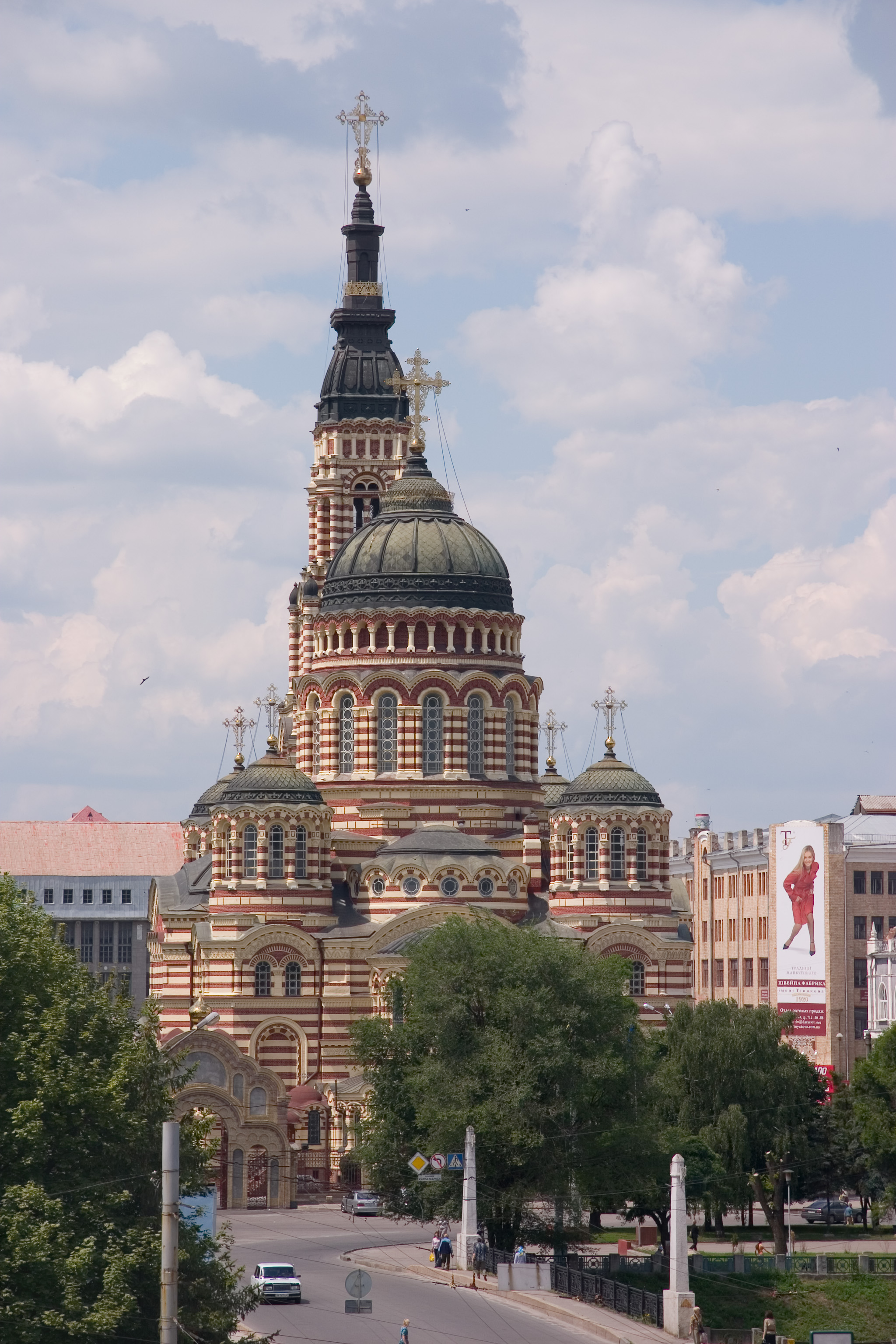
Annunciatiekathedraal in Charkiv

- Kathedraal van het Mariaklooster uit 1689
- Charkovpaleis, momenteel een universiteit
- Oespenskikerk, uit 1771
- Sjevtsjenko-Nationaal Theater van de Russische architect Konstantin Thon
- Vrijheidsplein, een van de grootste pleinen van Europa, met standbeeld van Lenin
- Derzjprom, de eerste Sovjet-wolkenkrabber van 64 meter hoog, gebouwd in stijl van het constructivisme. Nu eigendom van Gazprom.
- Taras Sjevtsjenko-monument
- Kathedraal van de Ontslapenis van de Moeder Gods
- Annunciatiekathedraal
- Chavidralimoskee
- Fontein van de Geliefden
- Sjevtsjenko-park
- Diverse bouwwerken van Aleksej Beketov zoals panden op het Plein van de Constitutie

### Musea
Charkiv heeft meerdere musea waaronder een historisch museum, een museum voor beeldende kunsten. Dit museum is ontworpen door de architect Aleksej Beketov. De collectie bestaat uit Russische kunst uit de 19de en vroege 20ste eeuw. Hoogtepunt is de kamer met werken van Ilja Repin. Voorheen was het groter gehuisvest en bezat toen de grootste collectie Russische kunst na de Hermitage.

### Muziek
De stad sponsorde de Hnat Khotkevych International Music Competition of Performers of Ukrainian Folk Instruments dat sinds 1997 elke drie jaar gehouden werd. In 2010 is het geannuleerd door het Ministerie van Cultuur twee dagen voor de opening.

### Sport

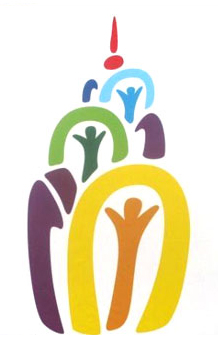
Embleem Charkiv voor EURO 2012

Charkiv heeft meerdere voetbalclubs waarvan Metalist Charkiv en FK Charkiv de bekendste zijn. Verder spelen Helios Charkov en damesvoetbalclub Zhytlobud-1 in de stad. Charkiv was speelstad tijdens het Europees kampioenschap voetbal 2012 en daarvoor werd het Metaliststadion verbouwd en uitgebreid.
Met ijshockeyclub Charkiv Akuly is de stad vertegenwoordigd in de Professional Hockey League en rugbyclub RC Olimp is een van de topteams in Oekraïne.

## Economie
Charkiv is van oudsher het administratieve centrum van de regio. Er is veel industrie gevestigd waaronder de tankproducenten Morozov en Malysjev. Andere industriële ondernemingen zijn Chartron (luchtvaart en nucleaire elektrotechniek) en Turboatom (turbines). De wapenindustrie is na het uiteenvallen van de Sovjet-Unie sterk teruggelopen. De stad heeft verder vier grote markten.

### Markten
Markten in Charkiv zijn:
- Barabasjovo (Barabashka, Baraban), de grootste in Oekraïne (op de tweede plaats Odessa zeven kilometer) en een van de grootste in oostelijk Europa.
- Blagovesjinski (Blagbaz)
- Konni (paardenmarkt)
- Rajski (boekenmarkt)

## Onderwijs
Charkiv heeft drie universiteiten, de Universiteit van Charkiv (12.000 studenten), de Nationale Technische Universiteit 'Polytechnisch Instituut Charkiv' (NTU KhPI, 20.000 studenten) en de Nationale Mykola-Schukovski - Lucht- en Ruimtevaartinstituut Charkiv (KhAI, 7.000 studenten). Daarnaast zijn er nog meerdere (private) onderzoeksinstituten in de stad gevestigd.

## Geboren in Charkiv
- Siergiej Bortkiewicz (1877-1952), pianist en componist
- Ida Rubinstein (1885-1960), ballerina, choreografe en actrice
- Vladimir Tatlin (1885-1953), kunstschilder
- Efraim Ilin (1912-2010), Israëlisch zakenman
- Vladimir Doedintsev (1918-1998), Russisch schrijver
- Oleg Gontsjarenko (1931-1986), langebaanschaatser
- Igor Rybak (1934-2005), gewichtheffer en olympisch kampioen tot 67,5 kg in 1956
- Ljoedmila Goertsjenko (1937-2011), actrice
- Tamara Press (1937-2021), atlete
- Irina Press (1939-2004), atlete
- Nemesio Pozuelo (1940), voetballer
- Joeri Istomin (1944-1999), voetballer
- Sergei Sviatchenko (1952), kunstenaar
- Volodymyr Bezsonov (1958), voetballer en trainer
- Michail Goerevitsj (1959), schaker
- Ljoedmila Dzjigalova (1962), atleet
- Kosta Poltavets (1962), schaatscoach
- Ze'ev Elkin (1971), Israëlisch geschiedkundige en politicus
- Vitaly Samoshko (1973), pianist
- Joelija Holovina (1982), kunstschaatsster
- Anna Oesjenina (1985), schaakster
- Kateryna Zoebkova (1988), zwemster
- Bohdan Bondarenko (1989), atleet
- Andrij Pilsjtsjykov (1993-2023), gevechtspiloot
- Artem Besjedin (1996), voetballer